# Hauptstaatsarchiv Dresden
Das Hauptstaatsarchiv Dresden ist die größte Abteilung des Sächsischen Staatsarchivs. Es bewahrt das Ministerialarchiv des Freistaates Sachsen sowie das Archiv der Zentralbehörden des Königreichs und Kurfürstentums Sachsen. Das Gebäudeensemble des Archivs befindet sich im Regierungsviertel in der Inneren Neustadt in Dresden. Aus einem 1702 begonnenen Geheimen Königlichen Archiv wurde 1834 ein staatliches Archiv gegründet, das bis zum Neubau eines Ensembles aus Speicher und Verwaltung ein umfunktioniertes Theaterhaus Am Taschenberge nutzte. Das in den 1910er Jahren errichtete Archiv-Ensemble steht seit den 2000er Jahren unter Denkmalschutz. 2006–2008 wurde ein weiteres Speichergebäude hinzugebaut.

## Lage
Zwischen dem früheren St. Privatplatz, der früheren Düppelstraße (heute Archivstraße) und der St. Privatstraße auf einer Grundfläche von rund 6500 m² stehen die Gebäudeteile Verwaltung, Speicher und Heizhaus. Südöstlich war bereits zur Bauzeit eine Fläche für einen späteren Erweiterungsbau vorgesehen. Die Ensembleteile grenzen nordöstlich an das Königliche Amtsgericht und nordwestlich an die Königliche Bauschule. Alle Bauten sind durch unterirdische Tunnel miteinander verbunden.

## Zuständigkeiten, Bestand
Als eines der größten deutschen Staatsarchive verwahrt das Hauptstaatsarchiv Dresden Urkunden, Amtsbücher, Akten, Zeichnungen, Karten und Risse sowie elektronische und andere Datenträger aus elf Jahrhunderten deutscher Geschichte. Die Grundlage der Tätigkeit bildet das Archivgesetz des Freistaates Sachsen.
Innerhalb des Sächsischen Staatsarchivs ist das Hauptstaatsarchiv Dresden zuständig für das Archivgut der Ministerien des Freistaates Sachsen sowie der Gerichte, Behörden und anderer öffentlicher Stellen im ehemaligen Direktionsbezirk Dresden.
Das Hauptstaatsarchiv gliedert sich in drei Referate:
- Referat 21: Zentrale Dienste
- Referat 22: Älteres und neueres Archivgut Mittelost-Sachsen
- Referat 23: Neuestes Archivgut Mittelost-Sachsen.

Der Bestand umfasst (Stand März 2023) etwa 40 laufende Regalkilometer, darunter Materialien der parlamentarischen Gebietskörperschaften (bis 1952) und ihrer Vorgänger, der sächsischen Hof- und Militärbehörden und der sächsischen Armee (bis 1921), privater und staatlicher Wirtschaftsbetriebe sowie wirtschaftsleitender Einrichtungen mit Schwerpunkten in den Bereichen Elektrotechnik/Elektronik, Optik und Maschinenbau, von Parteien und Organisationen wie das SED-Bezirksparteiarchiv Dresden, von ausgewählten Vereinen sowie Nachlässe und Sammlungsgut und eine etwa 75.000 Medieneinheiten umfassende Bibliothek.
In Hubertusburg unterhält das Staatsarchiv ein Archivzentrum (=Referat 13), eine Zentralwerkstatt für Erhaltung von Archiv- und Bibliotheksgut (ZErAB). Sie hat die Aufgabe, beschädigtes wertvolles Archivgut konservatorisch und restauratorisch zu bearbeiten oder entsprechende Aufträge an private Anbieter zu vergeben. Das Archivzentrum ist ebenfalls für die Anfertigung von Schutz- oder Sicherungsmedien und die Verwahrung dieser Medien in Sondermagazinen zuständig. Darüber hinaus koordiniert und priorisiert die ZErAB die Bestandserhaltungsmaßnahmen des Staatsarchivs und stimmt sie mit denen des Bundes und der Länder ab. – Für Interessierte werden regelmäßig Führungen durchgeführt.

## Geschichte

### 18. Jahrhundert bis 1945

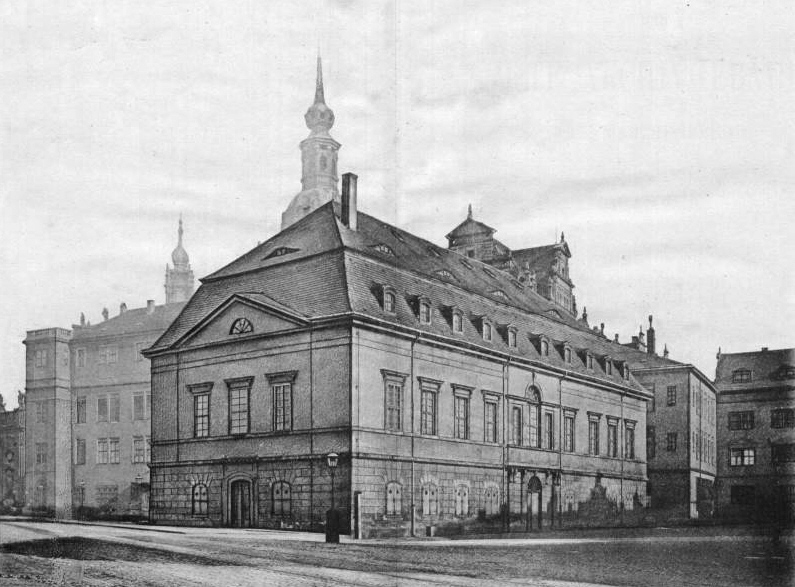
Historisches Archivgebäude „am Taschenberge“ um 1888, das später abgebrochen wurde

Das Staatsarchiv ging aus dem 1702 errichteten Geheimen Archiv hervor, das im früheren Komödienhaus am Taschenberg untergebracht war. Weitere Dokumente lagerten auch im Finanzgebäude in der Schössergasse. In Folge einer 1831 durchgeführten Verwaltungsreform wurden zahlreiche Behörden des Königreiches Sachsen aufgelöst, alle amtlichen Unterlagen wurden nun auf königliche Order zu einem Hauptstaatsarchiv zusammengefasst, welches 1834 zur Übernahme des Schriftgutes offiziell gegründet wurde. Im Jahr 1888 zog das Archiv in das umgebaute Hauptzeughaus am Brühlschen Garten um, wo sich bereits die Königliche Skulpturensammlung befand. Die hier vorhandenen Lagermöglichkeiten reichten trotz Anpassungsmaßnahmen jedoch nur für rund zehn Jahre, auch genügten die Lichtverhältnisse, die Raumfeuchtigkeit und der Brandschutz nicht den Anforderungen an eine sichere Bestandslagerung der teilweise „hoch bedeutsamen Stücke“. So beschloss der sächsische Landtag im 1908 den Neubau eines eigenen Archivgebäudes, für den der Baurat Karl Ottomar Reichelt die Pläne erstellte. Den Entwurf bestätigten die Ständekammern im Jahr 1912, so dass auf dem staatseigenen Gelände nun die Bautätigkeit beginnen konnte (erster Spatenstich am 5. September 1912). Weil Baurat Reichelt aber im Dezember 1911 verstorben war, führten Karl Heinrich Koch sowie die Bauräte Edmund Waldow und Conrad Canzler die Arbeiten nach den genehmigten Plänen aus. Der Bauschmuck stammt von den Bildhauern Rudolf Born und August Strohrigl.
Erst nach Beendigung des Ersten Weltkriegs wurden die letzten Feinarbeiten ausgeführt und die Aktenbestände eingeräumt. Die Übergabe an die Öffentlichkeit erfolgte am. 7. Juni 1915.
Der gesamte Neubau des Archivensembles kostete zusammen mit allen notwendigen zusätzlichen Abgaben 1,69 Millionen Mark, wovon das Speichergebäude mit einer Million das teuerste Teil war.
Die frühere St. Privatstraße erhielt bald den neuen Namen Archivstraße, aus der Düppelstraße wurde später die Albertstraße.
Der aus dem markanten zwölfstöckigen Magazinbau an der Albertstraße, dem vierstöckigen Verwaltungsgebäude mit dem alten Lesesaal an der Archivstraße und dem dahinterliegenden Heizhaus bestehende historische Gebäudekomplex ist denkmalgeschützt.
Das Archiv war bis 1933 das einzige in der Rechtsträgerschaft des Freistaates Sachsen befindliche Archiv.

### Mai 1945 bis September 1990
Mit dem Ende des Zweiten Weltkriegs gingen die Archivalien in den Besitz des neu gegründeten Landes Sachsen, der mit der Bildung der DDR in mehrere Bezirke zerlegt wurde. Das Archiv, dessen Bestand kaum unter dem Bombardement Dresdens gelitten hatte, befand sich nun im Bezirk Dresden. Die hier beschäftigten Archivare sichteten weiterhin wichtige Dokumente und erschlossen sie.
Ab 1952 trug die Einrichtung den Namen Landeshauptarchiv Dresden, 1965 erfolgte eine Namensänderung in Staatsarchiv Dresden. Im Jahr 1967 wurde dem Staatsarchiv Dresden das Historische Bergarchiv Freiberg als Außenstelle angeschlossen und als Sächsisches Landeshauptarchiv zusammengefasst. Es unterstand bis zur deutschen Wiedervereinigung 1990 der Staatlichen Archivverwaltung der DDR.

### Seit 3. Oktober 1990
Nach der Wiedererrichtung des Freistaats Sachsen wurde das Sächsische Landeshauptarchiv neben den Häusern in Leipzig und Chemnitz eines der drei sächsischen Staatsarchive. Mit der Gründung des Sächsischen Staatsarchivs wurde das Hauptstaatsarchiv mit Beginn des Jahres 2005 eine Dienststelle desselben und ist seit dem 10. Oktober 2007 die Abteilung 2 des Sächsischen Staatsarchivs.

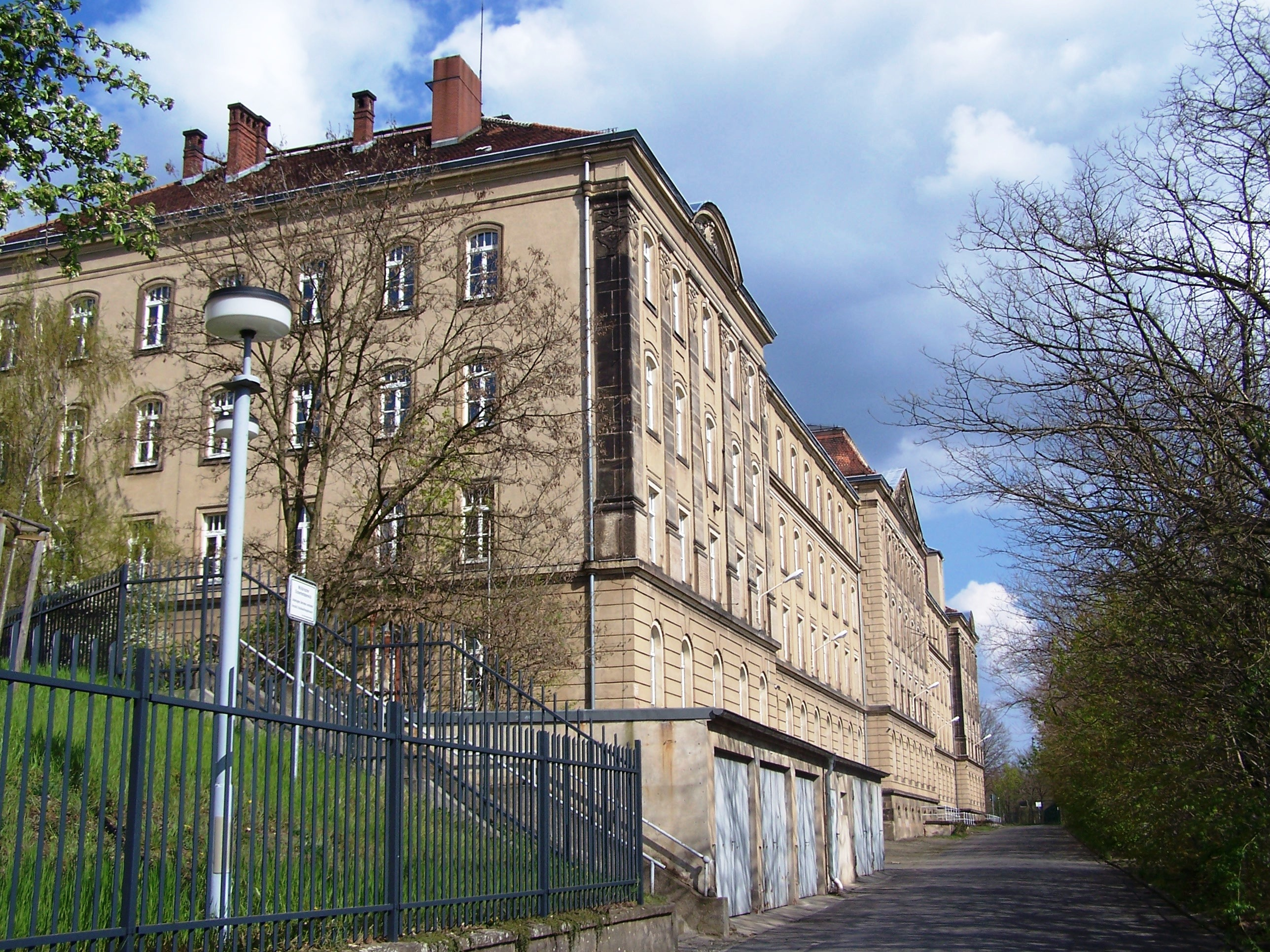
Ausweichstandort im früheren Gebäude der Sächsischen Landesbibliothek

Am 6. Oktober 2006 startete der Neubau eines Magazingebäudes als Passivhaus an der Ecke Archivstraße/Erich-Ponto-Straße südlich neben den alten Archivgebäuden. Fast genau ein Jahr später, am 26. Oktober 2007 wurde das Richtfest gefeiert. Nach der Fertigstellung des Neubaus erfolgte die Sanierung der historischen Bausubstanz mit Ausnahme des Heizhauses. Der bisher nicht genutzte Lichthof im alten Magazinbau erhielt eine Glas-Dachkonstruktion und wurde dadurch zu einem Atrium. In der Albertstraße entstand damit ein neuer Eingangsbereich. – Als Ausweichstandort bis zum Abschluss der Baumaßnahmen diente die ehemalige Liegenschaft der Sächsischen Landes- und Universitätsbibliothek Dresden in einem alten Kasernenbau der Albertstadt an der Dresdner Marienallee (siehe Bild).
Am 17. Oktober 2011 wurde der neue Öffentlichkeitsbereich im alten Magazingebäude zur Benutzung freigegeben. Die Rückführung der restlichen Archivalien vom Ausweichstandort an der Marienallee erfolgte bis Mitte November 2011.
Die historischen Archivbauten aus den 1910er Jahren (Bestandsgebäude) wurden nach Eröffnung des neuen Speichers ebenfalls umgebaut und saniert.

### Neugründung einer Abteilung Elektronisches Archiv
Mit zunehmender Digitalisierung der Behörden und von Archiven richtete die Landesregierung Sachsen im Jahr 2013 direkt im Hauptstaatsarchiv das Elektronische Staatsarchiv ein und eröffnete es am 25. Februar offiziell. Die wichtigsten Aufgaben der neuen Abteilung sind die Archivierung von elektronischem Archivgut, das es nur in dieser Form gibt. Zu diesem Zweck mussten umfangreiche technische Maßnahmen durchgeführt werden, damit sowohl alte Anwendungen als auch neuestes digitale Unterlagen sicher und langfristig nutzbar bleiben. Zur Realisierung entstand die Paket-Technologie, d. h. jede digitale Einheit wird zusammen mit selbsterklärenden Metadaten zu einem Datei-Paket verpackt, das unabhängig von sich ändernden Betriebssystemen langfristig nutzbar bleibt. Die technische Übernahme der Pakete in das Archiv ist ein komplexer Prozess: Die Daten werden auf ihre Integrität validiert, geprüft, indexiert und zur Sicherheit redundant gespeichert. Sämtliche technischen Geräte für das el_sta werden von den Sächsischen Informatik-Diensten (SID) in ihren Rechenzentren betreut. Deren Hauptrechenzentrum befand sich anfangs in Dresden, zog dann nach Lichtenwalde und hat jetzt seinen Standort in Kamenz.
Im Bestand des el_sta befinden sich u. a. die Ergebnisse von Volkszählungen noch aus der DDR-Zeit, Videos, Tondokumente und Luftbilder. Seit einigen Jahren werden auch die Webseiten der sächsischen Behörden und Gerichte archiviert, neuerdings auch ausgewählte Twitter-Seiten. Der Umfang bzw. Bedarf der gespeicherten Unterlagen wird mit rund 80 Tera-Byte angegeben (Stand März 2023).

## Architektur: Bauensemble der 1910er Jahre

### Außen
Der fünfgeschossige Verwaltungssitz des Hauptarchivs war mittels eines mehrgeschossigen oberirdischen Verbindungsganges, mit feuersicheren Türen schleusenartig verschlossen, mit dem Speichergebäude verbunden. Diesen Bautrakt schmückte ein Dachreiter. Im Erdgeschoss und weiteren Etagen befanden sich etliche Arbeitsräume, eine kleine Handbibliothek, eine gesonderte Kleiderablage, ein Arbeitssaal, Packräume, eine Waschküche, eine Buchbinderei, eine Fotografenwerkstatt und schließlich im Dachgeschoss vier Dienerwohnungen. Als Einzelbau folgte auf dem Hof ein Heizhaus (Kesselhaus) mit Heizerstübchen und Werkstatt, welches auch das bereits vorhandene Amtsgericht und die Bauschule mit Wärme und warmem Wasser versorgte.
Das Magazingebäude mit einem fünfeckigen unregelmäßigen Grundriss hatte einen Keller, darüber befanden sich elf Etagen inklusive einer ausgebauten Dachetage. Die Gesamtbauhöhe blieb unter den vorgegebenen 22 m Hauptsimshöhe.
Die Fenster zum Lichthof waren raumhoch und als Metall-Sprossenfenster mit doppelter Verglasung gefertigt. Die Fassadenflächen hier erhielten weiße Kachelverkleidungen und dezente geometrische Muster in Kontrastfarben.
Die Fassaden beider Hauptgebäude entlang der Straße/des Platzes sind mit angedeuteten Pfeilern aus Vorsatzbeton auf sandsteinverkleideten Sockeln versehen worden, eine waagerechte Gliederung erfolgte durch weit vorgestreckte Simse. Weiteren dezenten Schmuck bilden die ebenfalls mit Sandstein verkleideten Flächen zwischen den Fensterreihen (Verwaltungshaus) und die „geziertem“ Kupferblech-bekleideten Stürze (Speicherhaus). Sparsamer bildhauerischer Wappenschmuck der damals existierenden deutschen Herrschaftsgebiete an den Fassaden vollendete die schmückenden Maßnahmen: am Verwaltungsgebäude die Wappen vom Königreich Sachsen (über dem Haupteingang), Meißen, dem Thüringen, der Oberlausitz und der Henneberg. – Am Speichergebäude sind zwölf Wappen platziert, die die Kurwürde der Wettinischen Gebiete symbolisierten.
An der südöstlichen Gebäudeecke befindet sich der Haupteingang, durch den die Nutzer in eine gesonderte Eingangshalle gelangen können.
Diesem folgt noch ein Torhauses, über dessen Portal das mit Festons eingerahmte sächsische Staatswappen angebracht ist, darüber in einer flachen halbkreisförmigen Nische der Schriftzug „Hauptstaatsarchiv MDCCCCXVV“. Beiderseits neben dem Portal steht eine gemauerte Halbsäule, obenauf ist ein sächsischer Löwe aus Sandstein postiert.
Die Pultdächer wurden mit roten Biberschwänzen gedeckt.
Das Ziegelmauerwerk des Heizhauses erhielt einen Graupelputz (Rauputz mit ausgesiebten Steinen) und ist mit einem einfachen Ziegeldach gedeckt. Der notwendige Schornstein wurde aus Rücksicht auf die Gesamtbauansicht und auf eventuelle Schmutzbelastungen durch das Innere des Speichergebäudes geführt. Sein Dachaustritt ist zwei Meter höher als der First und er ist insgesamt 36 Meter hoch. Wegen der einliegenden Wohnungen hat das Heizhaus eher das Aussehen eines einstöckigen Wohngebäudes erhalten, der Kesselraum für zwei Hochdruckdampfkessel ist baulich als gesonderter Flügel ausgeführt, darunter befand sich der Kohlelagerraum.

### Innen
Verwaltungsbau 
Die Haupteingangshalle erhält durch hochgelegene Rundfenster seitliches Tageslicht, sie ist zwei Etagen hoch. Eine breite Marmor-Treppe mit zehn Stufen führt auf die Nutzebene in der ersten Etage. Hier stehen in drei Wandnischen weiße Marmorbüsten von Personen, die sich um das Hauptstaatsarchiv verdient gemacht haben: Staats- und Finanzminister Rüger, (zum Zeitpunkt der Veröffentlichung 1916 waren noch keine weiteren Namen genannt).
Unter der Haupttreppe befanden sich die Sanitärraume. – Im Sockelgeschoss gab es eine Hausmeisterwohnung mit einem zusätzlichen eigenen Ein-/Ausgang.

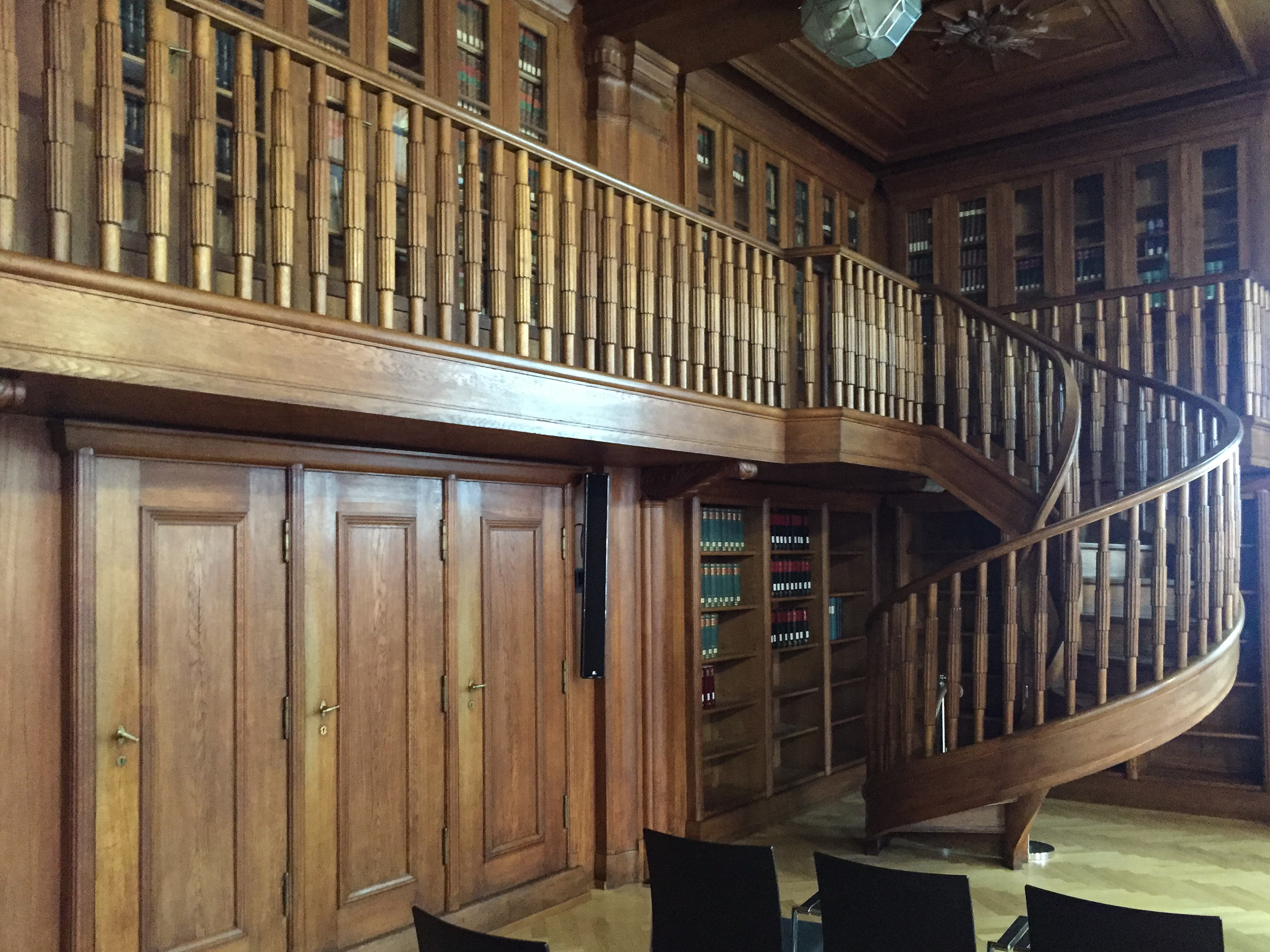
Alter Lesesaal mit Aufgang zur Galerie

Der Lese- bzw. Arbeitssaal bot dreißig Arbeitsplätze an drei großen hölzernen Tischen. Die leicht erhöhten Schmalseiten waren den Aufsichtspersonen vorbehalten. Wände und Decken wurden mit Eichenholzplatten mit Intarsien bekleidet. An der Eingangsseite zum Raum waren feuergesicherte Schränke zur kurzfristigen Ablage der bereitgestellten Materialien eingebaut. Eine Galerie auf der Eingangsseite vervollständigte das aufgelockerte Ambiente dieses Raums.
Erwähnenswert bezüglich der Innenausstattung sind u. a. der Raum für die Handbibliothek, dessen Wände mit Fliesen verkleidet waren, ein Direktorenzimmer, drei „Ratszimmer“, zwei Kanzleiräume, ein „Repertoriensaal“ sowie technische Werkstätten (Fotografie, Galvanoplastik, Phonetik).
Zur Beförderung des Schriftguts gab es im Verwaltungsbau einen elektrischen Aufzug mit einer Tragkraft von max. 75 kg.
 Speichergebäude 

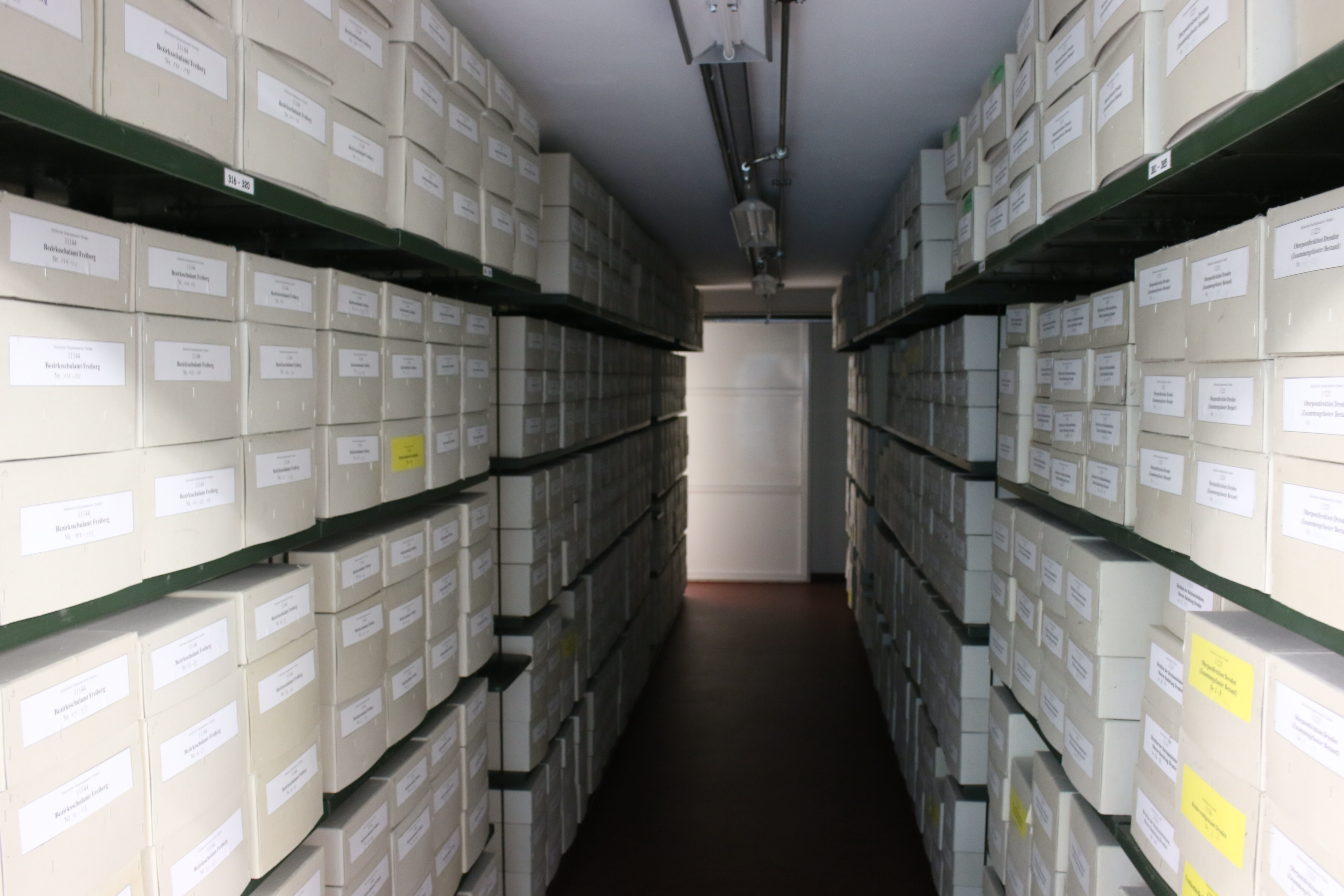
Blick in einen Magazinraum, 2016

Die Lagerräume in jeder Etage sind rechteckig mit einer Länge von rund 18 Meter, im leicht spitzen Winkel zueinander gebaut und um einen Lichthof herumgeführt, so dass sich ein Rundgang im Inneren ergab. In den Zwickeln planten die Architekten Treppen, „Ausklopfräume“, kleinste Arbeitsräume und Toiletten.
Die nutzbare Raumhöhe betrug weniger als 2,50 m, so dass die Archivare alle Ablagen ohne Leitern erreichen konnte. Nur eine Plankammer in der siebenten Ebene ist mehr als sechs Meter hoch, um die teilweise sehr großen Pläne und Risse bequem aufnehmen und betrachten zu können.

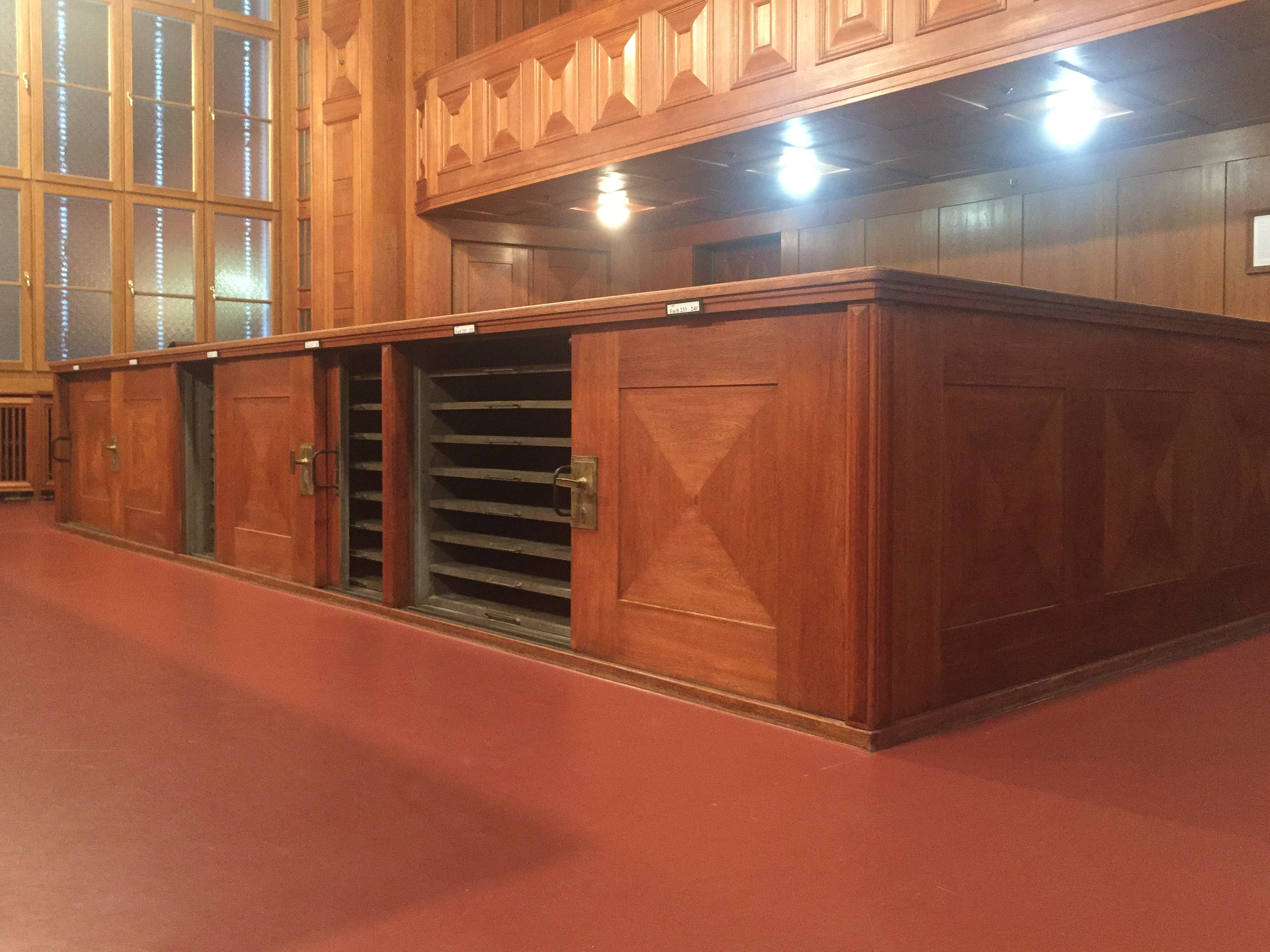
Teilansicht der Plankammer

Im Speichergebäude kamen aus Feuerschutzgründen selbsttätig schließende Metalltüren und massive Decken zur Anwendung. Eisenbetonstützen durchziehen das gesamte Bauwerk.
Eine gesonderte Zwangsbelüftung war nicht vorgesehen, dafür gab es im Inneren zahlreiche Mauerdurchbrüche und Schlitze zur leichten natürlichen Luftbewegung, die Zwischenräume um den Schornstein wurden dafür effektiv genutzt.
Die gesamte Ausstattung mit Regalen erfolgte durch individuelle Anpassung der Eisenkonstruktionen an Raumverhältnisse und die Art der Archivalien. Lieferant war der Metallwarenproduzent August Blödner aus Gotha.
Zur Personen- und Aktenbeförderung innerhalb des Speichers wurde ein Aufzug für 500 kg Traglast eingebaut. Zusätzlich gab es in den Umfassungen der vier Gebäudetreppen Aktenaufzüge in je einem kleinen Schacht.

## Architektur: Neubauten in den 2000er Jahren

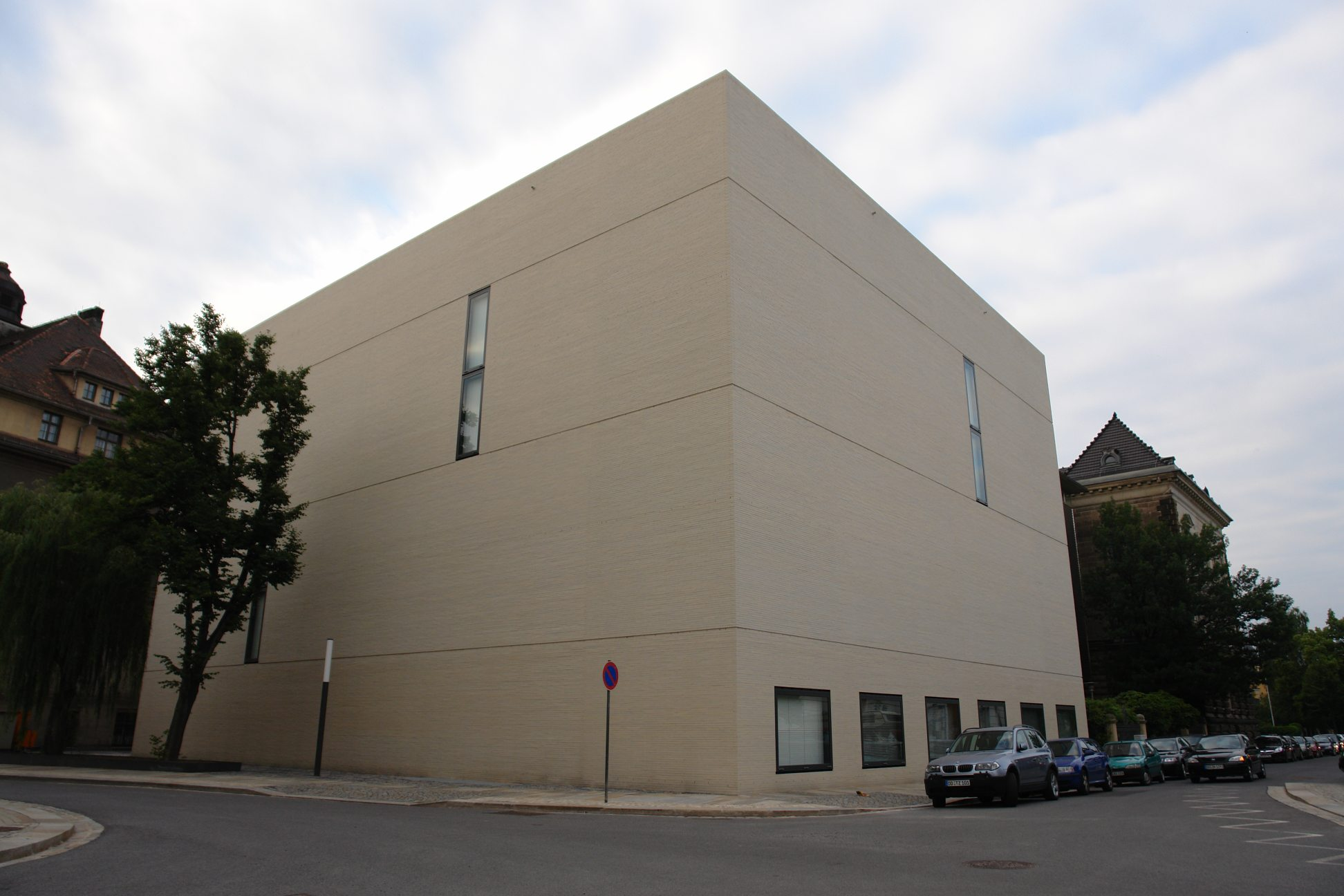
Neues Magazingebäude (2008)

Der quadratische neue Magazinbau umfasst neun Stockwerke, davon drei Untergeschosse, und ist mit dem Untergeschoss des Verwaltungsgebäudes durch einen unterirdischen Gang verbunden. Es handelt sich um ein rein funktionelles Bauwerk ohne jeglichen Bauschmuck mit hellen Backsteinfassaden, der nach Plänen und unter Leitung der Hamburger Architekten ASP Schweger Assoziierte errichtet wurde.
Das Gebäude entstand in Passivhaus-Bauweise aus Stahlbeton mit 30 cm dicken Außenwänden, ausgelegt für enorme Traglasten (rund 500 kg für einen Kubikmeter Akten). Die Hauptnutzfläche beträgt rund 6200 m². Von den neun Stockwerken liegen drei im Keller.
Entlang der Straße sind nur die oberen vier Geschosse mit Flachdach zu sehen. In jeder Etage wurden in unregelmäßiger Anordnung schmale hochrechteckige Fenster sparsam angeordnet. Zu erkennen sind zwanzig angedeutete Bauachsen.
Das neue Atrium im Erdgeschoss des historischen Magazinbaus ist der Kern des Öffentlichkeitsbereiches, der von den zweigeschossig mit Galerie eingerichteten Lesesälen umgeben wird. Die darüberliegenden Geschosse dienen weiterhin als Magazin.
Im sanierten Verwaltungsgebäude hat seit Oktober 2011 auch das Sächsische Staatsarchiv seinen Sitz gefunden. Der holzgetäfelte historische Lesesaal im Verwaltungsgebäude dient als Veranstaltungsraum.
Alle durchgeführten Neu- und Umbauarbeiten waren Ende 2010 abgeschlossen und kosteten 35,7 Millionen Euro.

## Persönlichkeiten
Direktoren seit der Gründung als Geheimes Archiv 1702 (1834 Hauptstaatsarchiv):
- 1702–1718: Johann Friedrich Reinhardt
- 1718–1725: Michael Heinrich Gribner
- 1725–1753: Adam Friedrich von Glafey
- 1753–1761: Georg Leberecht von Wilcke
- 1762–1765: Christian Gotthelf von Gutschmid
- 1765–1794: Karl Rudolph Gräfe
- 1794–1832: Karl Gottlob Günther
- 1833–1836: Ferdinand August Meißner
- 1836–1848: Friedrich Wilhelm Tittmann
- 1849–1879: Karl von Weber
- 1880–1882: Cäsar von Witzleben
- 1882–1906: Paul Hassel
- 1906–1919: Otto Posse
- 1919–1928: Woldemar Lippert
- 1928–1936: Hans Beschorner
- 1937–1958: Hellmut Kretzschmar
- 1959–1974: Horst Schlechte
- 1975–1994: Reiner Groß
- 1994–2004: Guntram Martin

Mit der Gründung des Sächsischen Staatsarchivs 2005 wurde das Direktorenamt im Hauptstaatsarchiv abgeschafft. Dienststellenleiter war von 2005 bis 2017 weiterhin Guntram Martin, ab 10. Oktober 2007 in der Dienststellung Abteilungsleiter. Seit dem 1. September 2017 wurde die Abteilung kommissarisch von Peter Wiegand geleitet, der am 20. März 2018 offiziell zum Abteilungsleiter bestellt wurde.
Am 3. Februar 2012 wurde Andrea Wettmann zur Direktorin des Sächsischen Staatsarchivs berufen.
Weitere, hier tätige oder tätig gewesene Archivare:
- Lorenz Beck
- Karlheinz Blaschke
- Hans Brichzin
- Theodor Distel
- Hubert Maximilian Ermisch
- Johannes Falke
- Ingrid Grohmann
- Agatha Kobuch
- Manfred Kobuch
- Eckhart Leisering
- Wilhelm Ernst Tentzel
- Karl Eduard Vehse